# Блинов, Алексей Павлович
Алексей Павлович Блинов (1918—1982) — капитан Советской Армии, участник Великой Отечественной войны, Герой Советского Союза (1948).

## Биография
Алексей Блинов родился 18 марта 1918 года в деревне Харинское (ныне — Егорьевский район Московской области). В 1930 году он окончил семь классов школы в Егорьевске, а затем — школу фабрично-заводского ученичества при 6-й мебельной фабрике в Москве, после чего работал на этой фабрике. Одновременно учился в аэроклубе. В декабре 1939 года был призван на службу в Рабоче-крестьянскую Красную Армию. В ноябре 1940 года Блинов окончил Борисоглебскую военную авиационную школу лётчиков, после чего служил в ней лётчиком-инструктором. С ноября 1941 года — на фронтах Великой Отечественной войны. До апреля 1942 года был лётчиком 631-го истребительного авиаполка, в апреле-июле 1942 года — лётчиком 802-го истребительного авиаполка, июле-октябре 1942 года — лётчиком 171-го истребительного авиаполка, октябре 1942 года — июле 1943 года — лётчиком 19-го истребительного авиаполка, в июле 1943 года — марте 1945 года — старшим лётчиком, впоследствии заместителем командира эскадрильи 297-го (с июля 1944 года — 179-го гвардейского) истребительного авиаполка. В марте-мае 1945 года был заместителем командира авиационной эскадрильи 177-го гвардейского истребительного авиаполка.
Участвовал в боях на Юго-Западном, Брянском, Воронежском, Степном, 2-м Украинском фронтах. Принимал участие в обороне Воронежа, Острогожско-Россошанской, Воронежско-Касторненской операциях, битвах на Курской дуге и за Днепр, освобождении Украины, Ясско-Кишинёвской, Дебреценской, Будапештской, Венской и Пражской операциях. За время своего участие в боях совершил 275 боевых вылетов на истребителях «МиГ-3» и «Ла-5», принял участие в 63 воздушных боях, во время которых лично сбил 13 вражеских самолётов. К концу войны гвардии старший лейтенант Алексей Блинов был заместителем командира авиационной эскадрильи 177-го гвардейского истребительного авиаполка 14-й гвардейской истребительной авиадивизии 3-го гвардейского истребительного авиакорпуса 5-й воздушной армии 2-го Украинского фронта.
Указом Президиума Верховного Совета СССР от 23 февраля 1948 года за «мужество и героизм, проявленные в боях» гвардии капитан Алексей Блинов был удостоен высокого звания Героя Советского Союза с вручением ордена Ленина и медали «Золотая Звезда» за номером 8308.
После окончания войны продолжил службу в Советской Армии, до августа 1946 года служил в Южной группе войск, после чего был уволен в запас. Работал в Центральном аэроклубе имени Чкалова, участвовал в военных парадах в Тушино, за что был награждён орденом Красной Звезды и двумя орденами «Знак Почёта». С октября 1951 года вновь служил в армии. командовал звеном самолётов «Як-11» 66-й отдельной смешанной авиационной эскадрильи Военно-воздушных сил Московского военного округа. С февраля 1953 года Блинов был пилотом самолёта «По-2» в той же эскадрилье, с июня того же года стал вторым пилотом транспортной авиационной эскадрильи 978-го отдельного тренировочного авиаполка авиации ПВО.
29 октября 1955 года военный трибунал Московского округа ПВО признал капитана Алексея Блинова виновным в совершении изнасилования и приговорил его к 7 годам лишения свободы. В декабре 1955 года Блинов был уволен из рядов Советской Армии. Указом Президиума Верховного Совета СССР от 25 мая 1956 года он был лишён всех званий и наград. Освободившись из мест лишения свободы, проживал в Москве.
Указом Президиума Верховного Совета СССР от 30 января 1974 года Блинов был восстановлен в звании Героя Советского Союза и правах на награды.
8 января 1982 года был сбит автомобилем. Похоронен в Москве на Кузьминском кладбище.
Был также награждён двумя орденами Красного Знамени и рядом медалей.